# Jesús Angoy
Jesús Mariano Angoy Gil, plus connu comme Jesús Angoy, né le 22 mai 1966 à Alagón (province de Saragosse, Espagne), est un footballeur espagnol qui jouait au poste de gardien de but. Il a aussi joué au football américain avec les Barcelona Dragons au poste de placekicker. Il s'est reconverti en entraîneur.

## Biographie

### Gardien de but
Bien qu'issu de La Masia, le centre de formation du FC Barcelone, Jesús Angoy fait ses débuts professionnels avec le CD Logroñés. Il joue ensuite trois saisons avec le FC Barcelone B en deuxième division.
Angoy a l'occasion de jouer en équipe première du FC Barcelone après le départ d'Andoni Zubizarreta et avant l'arrivée de Vítor Baía. Il joue en tout 9 matchs de championnat avec le Barça dont le titulaire dans les buts est Carlos Busquets.
Vers la fin de la saison 1995-1996, l'entraîneur Johan Cruijff quitte le FC Barcelone ce qui entraîne aussi le départ d'Angoy qui est marié à une des filles de Cruijff. Après un bref passage au Córdoba CF, il met un terme à sa carrière de footballeur.

### Footballeur américain
Angoy joue pendant sept saisons (1996-2003) dans la NFL Europe en tant que kicker des Barcelona Dragons, puis des Badalona Dracs et des Bergamo Lions (Italian Football League).
En 1999, il rejette une offre des Denver Broncos, champions en titre de la NFL. 
En 2002, Angoy est sélectionné dans l'équipe offensive de la NFL Europe.
Angoy prend sa retraite en étant le deuxième meilleur marqueur de l'histoire de la NFL Europe avec un total de 329 points (164 points extras et 55 buts de champ). Seul l'Anglais Rob Hart a fait mieux. Angoy aide son équipe à parvenir en finale de trois World Bowls (une victoire, deux défaites).

### Entraîneur
En janvier 2009, Angoy rejoint le staff du CE Europa.
À partir de 2010, il entraîne les juniors du club.

### Famille
Jesús Angoy a deux fils nés de son mariage avec Chantal Cruijff (née le 16 novembre 1970, fille de Johan Cruijff) : Jessua Andrea Angoy Cruyff (né le 11 mars 1993) est footballeur professionnel (Wigan Athletic B, Lausanne-Sport) et Gianluca Angoy Cruijff.

## Palmarès
Avec le FC Barcelone :
- Vainqueur de la Supercoupe d'Espagne en 1994

Avec les Barcelona Dragons :
- World Bowl V en 1997